# 이상직
이상직(李相稷, 1963년 2월 23일~)은 대한민국의 기업인 출신 정치인이다. 더불어민주당 국회의원, 중소벤처기업진흥공단 이사장, 무소속 국회의원 등을 지냈다. 기업인으로서의 경력으로는 이스타 항공의 총괄회장을 맡았으며 이후 경영 일선에서 물러난 뒤 그의 자녀들이 이스타 항공의 지분 대부분을 가지고 있다.

## 경력
- 현대증권 사원
- 대한노인회 전주시지회 운영위원장
- 전북YMCA 이사
- 한국MK(메이드 코리아) 패션산업발전협회 고문
- 2007.12~2012.05: 이스타항공그룹 총괄회장
- 2008.02: 대통합민주신당 입당
- 2008.02~2008.03: 제18대 국회의원 선거 전북 전주시 완산구 을 통합민주당 국회의원 예비후보
- 2009.07~2012.02: 전북대학교 초빙교수
- 2010.03~2012.02: 전주대학교 경영학부 객원교수
- 2010.03~2012.02: 중앙대학교 행정대학원 객원교수
- 2010.12~2013: 굿월드자선은행 대표(2010.12~2013)
- 2012~2013: 민주통합당 정책위원회 부의장
- 2012년 4월 11일: 대한민국 제19대 국회의원 선거 당선(전북 전주시 완산구 을, 민주통합당, 초선)
- 2012.05~2013.05: 민주통합당 전라북도당 전주시 완산구 을 지역위원회 위원장
- 2013.05~2014.03: 민주당 전라북도당 전주시 완산구 을 지역위원회 위원장
- 2014.01~2014.03: 민주당 전국직능위원회 수석부의장
- 2014.03~2015.12: 새정치민주연합 전라북도당 전주시 완산구 을 지역위원회 위원장
- 2015.12~2016.05: 더불어민주당 전라북도당 전주시 완산구 을 지역위원회 위원장
- 2015.12~2016.03: 제20대 국회의원 선거 전북 전주시 을 더불어민주당 국회의원 예비후보
- 2018.03~2020.01: 제17대 중소벤처기업진흥공단 이사장
- 2018.03~2020.01: 대통령직속 일자리위원회 위원
- 2020년 4월 15일: 대한민국 제21대 국회의원 선거 당선(전북 전주시 을, 더불어민주당, 재선)
- 2020.05~2020.09: 더불어민주당 전라북도당 전주시 을 지역위원회 위원장
- 2020.09~: 더불어민주당 탈당

### 의정 활동
- 2012년 5월 30일~2016년 5월 29일: 제19대 국회의원(전북 전주시 완산구 을, 민주통합당→민주당→새정치민주연합→더불어민주당, 초선)
  - 2012.06~2016.05: 제19대 국회 전반기, 후반기 정무위원회 위원
  - 2015.06~2016.05: 제19대 국회 후반기 예산결산특별위원회 위원
- 2020년 5월 30일~2022년 5월 12일: 제21대 국회의원(전북 전주시 을, 더불어민주당→무소속, 재선)
  - 2020.06~2021.05: 제21대 국회 전반기 문화체육관광위원회 위원
  - 2020.06~2020.12: 제21대 국회 전반기 예산결산특별위원회 위원
  - 2021.05~2022.05: 제21대 국회 전반기 국방위원회 위원

## 학력
- 전주중앙국민학교 졸업
- 전라중학교 졸업
- 전주고등학교 졸업
- 동국대학교 경영대학 경영학 학사
- 고려대학교 경영대학원 경영학 석사

## 범죄전력
- 증권거래법위반: 벌금 15,000,000원 - 2003년 8월 28일 선고[4]
- 산업안전보건법위반: 벌금 1,000,000원 - 2005년 3월 15일 선고[4]

### 횡령·배임 혐의
이상직 의원은 4월 28일 횡령·배임 혐의로 구속되었고 5월 14일 전주지방검찰청은 특정경제범죄 가중처벌 등에 관한 법률위반, 업무상횡령, 정당법위반으로 구속기소를 하였다. 2021년 10월 28일 보석으로 풀려나 재판을 받고 있으며 검찰은 징역 10년을 구형했다.

### 선거법 위반
2021년 6월 16일 1심에서 징역1년 4개월, 집행유예 2년을 선고받고 항소하였다.

### 이스타항공 채용비리
이스타항공 창업주 이상직은 2015년 11월 6일에서 2019년 1월 경 간 이스타항공 대표이사 A○○와 공모하여 이스타항공의 신입 직원채용 관련, 인사담당자에게 자신들이 청탁받은 지원자들 총 69명을 합격처리하도록 지시하였다(업무방해).
또다른 대표이사 B○○와는 공모하여 2015년 11월 6일에서 2019년 3월 간 이스타항공의 신입 직원채용 관련, 인사담당자에게 자신들이 청탁받은 지원자들 총 77명을 합격처리하도록 지시하였다(업무방해).
2016년 3월 경에는 이스타항공 대표이사 A○○ 및 B○○과 공모하여 인사담당자에게 자신들이 청탁받은 지원자 1명을 합격처리하도록 지시하였다(업무방해).
이스타항공에서는 총 147명에 대한 채용 비리가 있었고, 범행 횟수는 총 184회에 달하였다.
2022년 11월 1일 전주지방검찰청 형사3부는 이상직을 업무방해 죄로 구속기소하였다.

## 논란

### 정치자금 기부 강요 의혹
19대 총선을 앞둔 2012년 3월 말 이스타항공 직원들은 회사로부터 창업주인 '이상직 민주통합당 후보가 경선에 당선됐다'며 "총선에서도 좋은 결과 있도록 관심과 성원을 부탁한다"고 후원 방법을 안내하는 메일을 받았으며 총선이 끝나고도 후원금 안내 메일은 계속되고 후원 요청 메일은 '출력하지 말고 모두 삭제해 달라'는 점도 있었다. 적지 않은 직원들이 후원금을 내야 했으며 이러한 의혹에 관한 해명을 듣기 위하여 JTBC에서는 해명 요청을 하였으나 이상직 의원측은 아무런 답을 내놓지 않고 있다.

### 자녀 편법증여 의혹
이스타홀딩스는 이상직 의원의 아들과 딸이 지분 100%를 보유한 지주회사로, 설립 당시 자본금은 3000만 원에 불과하였음에도 불구하고 출처 미상의 자본을 바탕으로 이스타항공의 주식 약 524만 주를 사들여 논란이 되고 있다. 특히 지분확보를 위해 100억 원 이상이 쓰였으나 이상직 의원의 자녀는 마땅한 경제활동을 영위한 기록이 없어, 해당 자금의 출처가 해명되지 않고 있어 편법적인 승계 내지는 증여가 아니냐는 의혹이 제기되었다.

## 역대 선거 결과
|  | 46.96% |

|  | 62.54% |

## 소속 정당
| 소속 정당 | 소속 정당      | 소속 기간 | 비고           |
| --------- | -------------- | --------- | -------------- |
|           | 대통합민주신당 | 2007~2008 | 창당 정계 입문 |
|           | 통합민주당     | 2008      | 합당           |
|           | 민주당         | 2008~2011 | 당명 변경      |
|           | 민주통합당     | 2011~2013 | 합당           |
|           | 민주당         | 2013~2014 | 당명 변경      |
|           | 새정치민주연합 | 2014~2015 | 합당           |
|           | 더불어민주당   | 2015~2017 | 당명 변경      |
|           | 무소속         | 2017~2020 | 탈당           |
|           | 더불어민주당   | 2020      | 복당           |
|           | 무소속         | 2020~현재 | 탈당 정계 은퇴 |

## 같이 보기
- 전주시 완산구 을
- 전주시 완산구의 국회의원
- 전주시 을
- 전주시의 국회의원
- 이스타항공